# Trechispora subhelvetica
Trechispora subhelvetica är en svampart som tillhör divisionen basidiesvampar, och som först beskrevs av Erast Parmasto, och fick sitt nu gällande namn av Anthony E. Liberta. Trechispora subhelvetica ingår i släktet Trechispora, och familjen Sistotremataceae. Arten är reproducerande i Sverige.